# La Motte-du-Caire
La Motte-du-Caire (provansalsko La Mota dau Caire/La Mouto dòu Caïre) je naselje in občina v jugovzhodnem francoskem departmaju Alpes-de-Haute-Provence regije Provansa-Alpe-Azurna obala. Leta 2006 je naselje imelo 504 prebivalcev.

## Geografija
Kraj leži v pokrajini Visoki Provansi dobrih 70 km severozahodno od središča departmaja Digne-les-Bainsa, ob meji z departmajem Hautes-Alpes.

## Administracija
La Motte-du-Caire je sedež istoimenskega kantona, v katerega so poleg njegove vključene še občine Le Caire, Châteaufort, Clamensane, Claret, Curbans, Melve, Nibles, Sigoyer, Thèze, Valavoire, Valernes in Vaumeilh z 2.090 prebivalci.
Kanton je sestavni del okrožja Forcalquier.

## Zgodovina
Ime naselja se prvikrat omenja v tekstih leta 1168 kot la Mota, obrambni stolp je na tem prostoru stal že v 11. stoletju. V 14. stoletju je bil pod Redom Svete Trojice v kraju ustanovljen samostan, ukinjen v 18. stoletju.

## Zanimivosti
- župnijska cerkev sv. Marije Magdalene in sv. Trojice iz sredine 19. stoletja,
- bronasti spomenik padlim v prvi svetovni vojni ter v obdobju 1939-40.